# Komlan Agbégniadan
Komlan Agbégniadan (né le 26 mars 1991 au Togo) est un joueur de football international togolais, qui évolue au poste d'attaquant.
Il évolue avec le Blau-Weiß Mintard.

## Biographie

### Carrière en sélection
Il reçoit sa première sélection en équipe du Togo le 17 octobre 2015, contre le Niger. Ce match perdu 2-0 rentre dans le cadre des éliminatoires du championnat d'Afrique 2016.
Le 4 septembre 2016, lors de sa deuxième sélection, il inscrit un doublé contre Djbouti. Ce match gagné sur le large score de 5-0 rentre dans le cadre des éliminatoires de la Coupe d'Afrique des nations 2017. Par la suite, le 11 novembre 2016, il inscrit un but lors d'un match amical face aux Comores (score : 2-2).
Il participe avec le Togo à la Coupe d'Afrique des nations 2017 organisée au Gabon.